# Skeby kyrka
Skeby kyrka är en kyrkobyggnad som sedan 2002 tillhör Källby församling (tidigare Skeby församling) i Skara stift. Den
ligger i den sydvästra delen av Götene kommun.

## Kyrkobyggnaden
Omkring år 1150 färdigställdes kyrkan. Ytterväggarna gjordes av sandsten från Kinnekulle. Tornet tillkom troligen på senmedeltiden. Vapenhuset i söder är av okänd ålder men tillkom möjligen 1738 och ersatte då ett tidigare vapenhus. Vid en ombyggnad 1796 höjdes kormuren. Långhuset och koret fick då gemensamt yttertak och innertak av trä.

## Inventarier

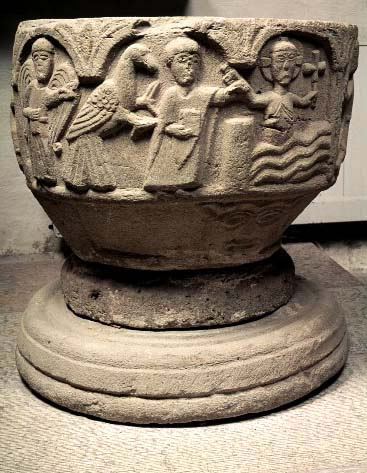
Dopfunten

- DopfuntenDopfunten är tillverkad på 1100-talet av mäster Othelric och är en av Västergötlands förnämsta.
- En tronande madonnaskulptur, Skebymadonnan, från tidigt 1200-tal utförd i ek. Höjd 78 cm. Förvaras i Västergötlands museum.[1]
- En altarpredikstol är från 1796.
- Orgeln är tillverkad 1894 av Carl Axel Härngren och utökad 1977 av Smedmans Orgelbyggeri. Den har en manual, pedal och åtta stämmor.